# Baltika Cup 1998
Baltika Cup 1998 byl turnaj ze série Euro Hockey Tour. Hokejový turnaj byl odehrán od 15.12.1998 - do 20.12.1998 v Moskvě. Tohoto turnaje se zúčastnila i Kanada.

## Výsledky a tabulka
|    |         | SWE     | CZE   | FIN    | RUS   | CAN    | V | R | P | Skóre | B |
| 1. | Švédsko | Švédsko | 2:1   | 3:2    | 5:3   | 4:3    | 4 | 0 | 0 | 14:9  | 8 |
| 2. | Česko   | 1:2     | Česko | 3:0    | 5:3   | 6:3    | 3 | 0 | 1 | 15:8  | 6 |
| 3. | Finsko  | 2:3     | 0:3   | Finsko | 2:2   | 5:2    | 1 | 1 | 2 | 9:10  | 3 |
| 4. | Rusko   | 3:5     | 3:5   | 2:2    | Rusko | 3:1    | 1 | 1 | 2 | 11:13 | 3 |
| 5. | Kanada  | 3:4     | 3:6   | 2:5    | 1:3   | Kanada | 0 | 0 | 4 | 9:18  | 0 |

 Švédsko -  Finsko 3:2 (1:0, 2:0, 0:2)
15. prosince 1998 - Moskva

 Rusko -  Kanada 3:1 (1:0, 0:1, 2:0)
15. prosince 1998 - Moskva

 Kanada -  Švédsko 3:4 (1:2, 0:2, 2:0)
16. prosince 1998 - Moskva

 Česko -  Finsko 3:0 (1:0, 2:0, 0:0)
16. prosince 1998 - Moskva

Branky  Česko: 5. Tomáš Vlasák, 21. Jan Hlaváč, 38. Tomáš Vlasák

Branky  Finsko: nikdo

Rozhodčí: Karabanov – Chmylič, Vasilijev (RUS)

Vyloučení: 5:6 (1:0)

Diváků: 1 500
Česko: Kameš – Benýšek, Kučera, L. Procházka, Kaberle, Richter, Martínek, Štěpánek, Gřegořek – M. Hlinka, Výborný, Hlaváč – Tenkrát, Piroš, Vlasák – Kudrna, Čajánek, Meluzín – Ujčík, Kucharčík, V. Král.
Finsko: Toskala – Nummelin, Kakko, Koivisto, P. Peltonen, Petriläinen, Lydman, Niemi – Ahlberg, Kauppila, Nurminen – Pirjetä, Ikonen, Säilynoja – N. Kapanen, Kallio, Pärssinen – T. Riihijärvi, Sihvonen, Tiilikainen – M. Hurme.

 Rusko -  Česko 3:5 (0:0, 3:1, 0:4)
17. prosince 1998 - Moskva

Branky  Rusko: 28. Vlasenkov, 30. Barkov, 33. Kudašov 

Branky  Česko: 30. Tomáš Vlasák, 42. Tomáš Kaberle, 44. Jan Hlaváč, 46. Roman Meluzín, 47. Jan Čaloun

Rozhodčí: Adam (USA) – Chymič, Vasiljev (RUS)

Vyloučení: 6:7 (0:0, 0:1)

Diváků: 8 000
Česko: Hnilička – Benýšek, Kučera, L. Procházka, Kaberle, Richter, Martínek, Štěpánek, Gřegořek – M. Hlinka, Výborný, Hlaváč – Tenkrát, Piroš, Vlasák – Čaloun, Čajánek, Meluzín – Ujčík, Kucharčík, V. Král.
Rusko: Sokolov (46. Ševcov) – A. Markov, Petročinin, Bautin, Culygin, Jerofejev, Kručinin, Krasotkin, Jachanov – Petrenko, Prokopjev, Charitonov – Čupin, Kudašov, Sarmatin – Jepančincev, Barkov, Gusmanov – J. Bucajev, Samylin, Vlasenkov.

 Finsko -  Kanada 5:2 (1:0, 2:0, 2:2)
18. prosince 1998 - Moskva

 Finsko -  Rusko 2:2 (0:0, 0:1, 2:1)
19. prosince 1998 - Moskva

 Česko -  Švédsko 1:2 (0:2, 1:0, 0:0)
19. prosince 1998 - Moskva

Branky  Česko: 35. Jan Čaloun

Branky  Švédsko: 6. Mattson, 14. Karlsson

Rozhodčí: Zajcev – Bulanov, Makarov (RUS)

Vyloučení: 2:1

Diváků: 1 800
Česko: Kameš – Richter, Kučera, L. Procházka, Kaberle, Benýšek, Martínek, Štěpánek, Gřegořek – Čaloun, Výborný, Hlaváč – Tenkrát, Piroš, Vlasák – Kudrna, Čajánek, Meluzín – Ujčík, Kucharčík, V. Král.
Švédsko: Rönnqvist – Olsson, Gustafsson, Nord, T. Johansson, Tärnström, K. Johnsson, Huokko, Sundin – Molin, J. Larsson, Hellqvist – A. Huusko, Falk, Per Eklund – Mattsson, A. Karsson, Wernblom – Pahlsson, Thuresson, Nordfeld.

 Švédsko -  Rusko 5:3 (2:2, 2:0, 1:1)
20. prosince 1998 - Moskva

 Kanada -  Česko 3:6 (1:2, 2:3, 0:1)
20. prosince 1998 - Moskva

Branky  Kanada: 20. Lindsay, 24. Cardwell, 33. Peters 

Branky  Česko: 7. Martin Štěpánek, 9. Viktor Ujčík, 24. Jan Čaloun, 28. Miroslav Hlinka, 34. Roman Meluzín, 57. Tomáš Vlasák

Rozhodčí: Karabanov – Bulanov, Šeljanin (RUS)

Vyloučení: 11:11 (3:1)

Diváků: 1 800
Česko: Hnilička – Richter, Kučera, L. Procházka, Kaberle, Benýšek, Martínek, Štěpánek, Gřegořek – Čaloun, Výborný, M. Hlinka – Tenkrát, Piroš, Vlasák – Kudrna, Čajánek, Meluzín – Ujčík, Kucharčík, V. Král.
Kanada: Brathwaite – Lidster, Racine, Heins, P. Johnson, Letang, Wright – Szysky, Adduona, Maudie – Peters, W. Norris, Robinson – Cardwell, R. Lindsay, Buckberger – Casey, Bergeron, Pittman.

## Statistiky

### Nejlepší hráči
| Pozice  | Hráč              |
| ------- | ----------------- |
| Brankář | Vesa Toskala      |
| Obránce | František Kaberle |
| Útočník | Andreas Karlsson  |

### Kanadské bodování
| Poř. | Kanadské bodování | Branky | Přihrávky | Body |
| ---- | ----------------- | ------ | --------- | ---- |
| 1.   | Tomáš Vlasák      | 4      | 1         | 5    |
| 2.   | Jan Čaloun        | 3      | 2         | 5    |
| 3.   | Magnus Wernblom   | 2      | 2         | 4    |
| 3.   | Alexej Kudašov    | 2      | 2         | 4    |